# 藩飛礼
藩飛礼（はんぴれい）は、よしもとクリエイティブ・エージェンシー広島事務所に所属する日本のお笑いコンビ。よしもと広島県住みます芸人。

## メンバー

### 竜児
- 竜児（本名:島村 竜児（しまむら りゅうじ）、広島県福山市出身[1] 1977年2月21日[2] - （48歳） A型 177cm 100kg） 
  - ボケ担当、立ち位置は向かって左。
  - 2010年4月にオーディションで広島吉本入りしピン芸人として活動を経て同年にコンビ「マンハッタン」結成、2011年に「メインディッシュ」に改名し活動後、2012年5月解散。
  - 2015年9月からBAR「Return」の経営者兼店長でもある。
  - 清水アキラの付き人もしていた。
  - おかやま山陽高等学校[3]の初代吹奏楽部出身。担当楽器はユーフォニアム。尚美学園大学卒業。
  - 2019年2月から「マチルダ」と名付けた猫（メス）を飼っている愛猫家。
  - 毎年、世界一どうでもいい楽屋ニュースにて「広島の竜児です」で締めるニュースを投稿している。内容は主にバーを開いたことや広島泊まりの芸人に女性のセッティングはお任せくださいという宣伝が多い。

### 松本貴明
- 松本 貴明（まつもと たかあき、広島県廿日市市出身[1] 1984年7月30日[2] - （41歳） B型 169cm 49kg）
  - ツッコミ担当、立ち位置は向かって右。
  - NSC広島校2期生（2003年）。同期にやまか、森田の大冒険がいる。現在のコンビ以前は森田とのコンビ「桜梅桃李」（2006年7月結成、後に「オーバイトーリ」への改名を経て2012年6月解散）で活動。
  - 2017年9月21日からラーメン屋「麺処松貴」の経営者兼店長でもある。
  - でんぱ組のファン。

## 略歴
2012年6月1日結成。同年7月8日よりコンビ名を現在の「藩飛礼」とした。広島ローカルを中心にテレビ、ラジオ、映画、舞台、ライブ等で活動している。M-1グランプリ2015では広島芸人として初めて3回戦進出。
また、福山市で「福の山ばらグッズ応援大使」に任命されており、薔薇で有名な福山市をPRする宣伝隊長をしている。福山アンバサダーとしても活動している。
2019年2月15日付けで広島県住みます芸人に就任。
同年三次市福岡市長任命にて三次鵜飼ガイド芸人就任。
2019年、シャープPR-1グランプリ準優勝。2021年３位。2024年優勝チャンピオン2020年、全国ツナガル盆踊り 新三次音頭にて全国1位。HITひろしま観光大使。

## 出演

### テレビ
- アォーン!（RCC）
- ひろしま満点ママ!!（2014年4月 - 2018年3月、テレビ新広島）
  - コーナー「さいころグルマン」（2014年4月 - 2015年3月、毎週月曜）
  - コーナー「OKIRAKUツアーズ」（2015年4月 - 2018年3月、隔週木曜）
- オールザッツ漫才2015（2015年12月29日、MBSテレビ）[8]
- 恋とか愛とか（仮）（広島ホームテレビ）ドラマパート出演
  - コイカリ×アスリートSP第1弾 ｢ごっつぁんしない男｣（2020年9月10日） - 松本：インテリア会社社長 花山(30)
- 月曜から夜ふかし（2020年10月26日、日本テレビ）

### ラジオ
- 藩飛礼のとまらんトーク!（2013年11月 - 、FMふくやま77.7MHz）毎週火曜

### 配信
- 藩飛礼のわっしょいルーム（SHOWROOM
- わっしょいチャンネル藩飛礼（YouTube）

### 映画
- 「こいのわ婚活クルージング」2017年、監督（金子修介）竜児出演
- 鯉のはなシアター（2018年、監督：時川英之 主演：徳井義実（チュートリアル））藩飛礼出演
- 「君がいる、いた、そんな時。」監督（迫田公介）竜児出演。
- 「遺品整理〜広島屋」2023年、監督(栗本健太郎)主演ダンカン、竜児出演

### ライブ
- 広島よしもとブチLIVE
- お笑い!よしもとゲバント劇場
- 紙屋町劇場

### イベント
- 福山市役所主催「福山アンバサダーオフ会」（2018年3月 - ）進行役